# Dalung (Kuta Utara)
Dalung is een bestuurslaag in het regentschap Badung van de provincie Bali, Indonesië. Dalung telt 30.228 inwoners (volkstelling 2010).